# Marie Staubmannová
Marie Staubmannová, též Štaubmanová a německy nepřechýleně Staubmann, (9. ledna 1813 České Budějovice – 8. června 1856 Praha) byla česká malířka.

## Život
Narodila se v rodině českobudějovického malíře portrétu Adalberta (Vojtěcha) Staubmanna a jeho manželky Terezie.
Zemřela neprovdána, v č. 468 na pražském Novém Městě (tehdejší ústav pro choromyslné). Jako příčina smrti byl uveden marazumus, pohřbena byla na pražských Olšanských hřbitovech.

## Dílo
Marie Staubmannová byla vyhledávanou malířkou šlechtických interiérů. Literatura ale uvádí i její miniatury, oltářní obrazy, výzdobu korouhví, pamětní knihy ostrostřelců apod. Interiéry malovala pro českokrumlovskou i orlickou větev Schwarzenbergů. Její malby jsou součástí sbírek zámků Český Krumlov, Duchcov, Orlík, Třeboň a Kynžvart.

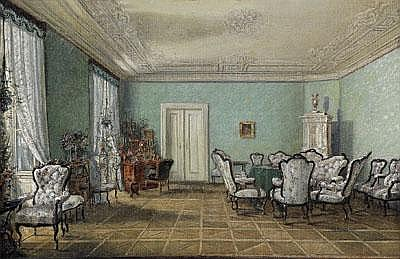
Marie Staubmannová: Salon autorčiny matky v domě Valdštejnů, 1849
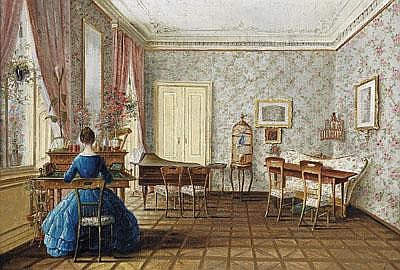
Marie Staubmannová: Pokoj autorčiny matky ve Voršilské ulici

V kostele svatého Jana Křtitele ve Starém Plzenci jsou její obrazy křížové cesty.

## Zajímavosti
- Jedním z exponátů zámku Český Krumlov je apartmá z 19. století (interiéry ložnice kněžny Pavlíny ze Schwarzenberku). Že se jedná o autentickou podobu dokládá vyobrazení tohoto prostoru od Marie Staubmannové.[7]
- V roce 1849 namalovala Staubmannová pokoj knížete Windischgrätze v pražské Celetné ulici. Zde byla v revolučním roce 1848 zastřelena jeho manželka Marie Eleonora Windischgrätzová.

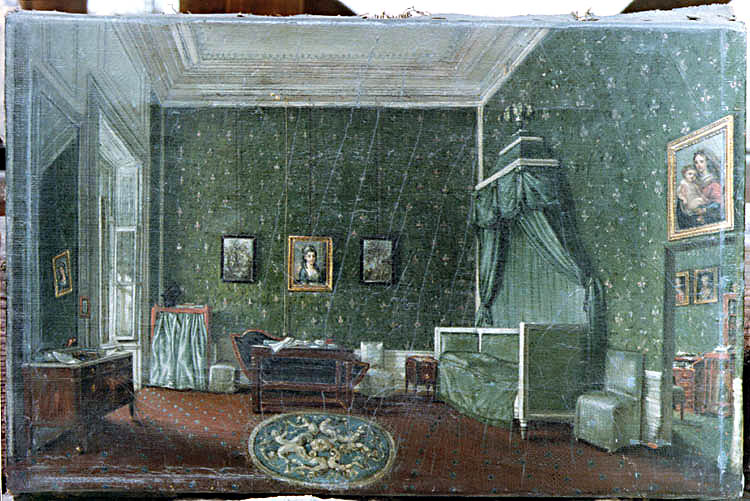
Marie Staubmannová: Pokoj na zámku Český Krumlov
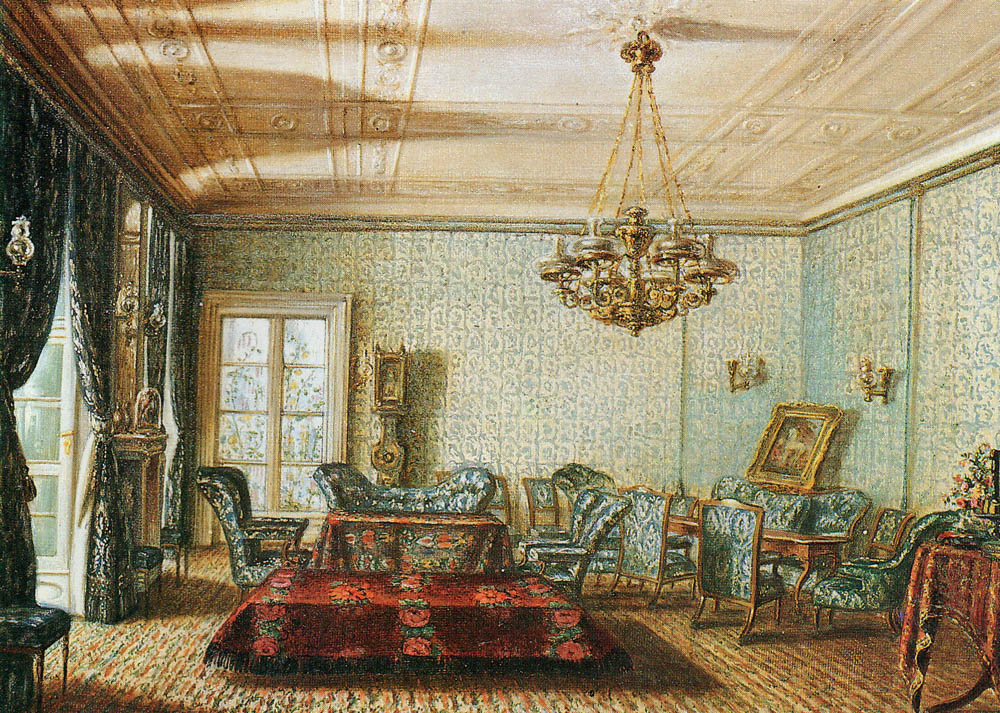
Marie Staubmannová: Windischgrätzův salon ve Celetné ulici (1849)